# Sasquatch (cómic)
Sasquatch (Walter Langkowski) es un superhéroe Canadiende mitad Polaco que aparece en los cómics estadounidenses publicados por Marvel Comics.

## Historia de publicación
Él apareció por primera vez en Uncanny X-Men #120 y fue creado por John Byrne.

## Biografía del personaje ficticio
El Dr. Walter Langkowski es un miembro de Alpha Flight, un nativo de Vancouver, Columbia Británica, Canadá de origen polaco judío y un reconocido físico, y profesor de tanto física como biofísica en la Universidad McGill. También es un exjugador de fútbol americano para los Green Bay Packers. En la miniserie de 1993 The Infinity Crusade se revela que Sasquatch es judío.
Él posee la capacidad de transformarse en una bestia superfuerte de pelo naranja, parecido al legendario Sasquatch. Esta transformación se desencadena por la fuerza de voluntad. En su estado transformado, Langkowski tiene fuerza aumentada, resistencia, y resistencia a las lesiones. También tiene garras afiladas y es capaz de saltar distancias increíbles.

### Origen
Estos poderes fueron el resultado de la auto-experimentación de Langkowski con radiación gamma. En un intento por llegar a ser como Hulk, Langkowski se bombardeó a sí mismo con un proyector de rayos gamma en su laboratorio cerca del Círculo Ártico. Como una explicación propuesta de por qué se transformó en un gigante naranja en vez de verde (como las personas irradiadas con rayos gamma suelen ser afectadas), Langkowski asumió que tenía algo que ver con la aurora boreal.
Sin embargo, desconocido para Langkowski, no fueron los rayos gamma lo que lo convirtieron en Sasquatch, sino el hecho de que su equipo de laboratorio abrió una puerta entre nuestro mundo y el "Reino de las Grandes Bestias." Cuando se abrió el portal, una bestia mística llamada Tanaraq invadió el cuerpo de Langkowski y le concedió sus poderes. Langkowski tuvo que aprender a mantener su propia personalidad e inteligencia cuando estaba en forma de Sasquatch, y tuvo mucho éxito durante un tiempo.

### Alpha Flight
Como miembro del equipo de superhéroes canadienses Alpha Flight, Sasquatch peleó contra los X-Men en un intento por capturar a Wolverine. Más tarde luchó contra Hulk, y luego, junto a Hulk, luchó contra el Wendigo. Junto a Alpha Flight de nuevo, se enfrentó a la Gran Bestia Tundra. Con Alpha Flight, Namor, y la Mujer Invisible, se encontró por primera vez al Amo del Mundo. Luego luchó contra el Super-Skrull. Con Alpha Flight, combatió a Omega Flight. Junto a Rom y Alpha Flight, se enfrentó a los Fantasmas. Con Alpha Flight, se fue en una misión con la Patrulla X y se enfrentó con Loki. Su forma de Sasquatch fue finalmente revelada como una encarnación de Tanaraq, que tomó el control de Sasquatch, obligando a Ave Nevada a matar a Langkowski.

### Un nuevo cuerpo y una nueva identidad
Después de su muerte, los compañeros de Langkowski viajaron al reino de las Grandes Bestias para recuperar su alma, pero un hechizo de preservación emitido por el hechicero residente de Alpha, Chamán, falló en prevenir que el cuerpo de Langkowski se hiciera polvo. En su desesperación, Chamán proyectó el alma en el exoesqueleto robot de Box, que había llegado justo cuando los Alphanos regresaron a la Tierra. Después de buscar una forma alternativa, Langkowski y el creador de Box, Roger Bochs, finalmente escanearon un cuerpo humanoide casi inconsciente atrapado en otra dimensión. Sin embargo, cuando la pareja proyectó el alma de Langkowski hacia este cuerpo a través de una "caña de pescar" interdimensional, resultó ser Hulk, y Langkowski, poco dispuesto a desplazar a su colega y amigo Bruce Banner (a pesar de las súplicas de Banner de lo contrario), dejó que su alma se disipe en el vacío interdimensional.
Sasquatch fue traído posteriormente de vuelta a la vida primero para habitar temporalmente el cuerpo en miniatura de Listo Alec, luego para habitar el cuerpo de la entonces fallecida Ave Nevada. Al principio limitado a transformarse entre la forma humana (mujer) de Ave Nevada y una versión de pelaje blanco de su forma de Sasquatch, se hacía llamar "Wanda Langkowski" y luchó para ser reconocido como vivo legalmente. Este cuerpo más tarde fue místicamente alterado para ser idéntico a su cuerpo original por el espíritu de Ave Nevada. Después de esto, su forma de Sasquatch volvió a su color naranja original. Con Alpha Flight, él primero luchó contra Llan el Hechicero. Con Alpha Flight, junto a los Vengadores, y el Protectorado del Pueblo, luchó contra el ejército atlante, el Cuerpo de Paz, y el Condominio. Junto a Alpha Flight, defendió a Ella contra el Consorcio.
En 2005, Sasquatch se unió a otra encarnación de Alpha Flight con el fin de rescatar al equipo original de una raza alienígena conocida como el Plodex. Las ventas fueron pobres, y la serie fue cancelada con el número #12.

### Sobreviviendo a su equipo
Junto con el Mayor Hoja de Arce, Puck (tanto Eugene Judd como Zuzha Yu), Vindicator, Chamán, y el Guardián, Sasquatch lucha contra El Colectivo. Más tarde se revela como el único miembro de Alpha Flight en sobrevivir al ataque. Tras los hechos de la Guerra Civil de Marvel, Langkowski es reclutado por el gobierno canadiense para formar un nuevo equipo llamado Omega Flight. Él está fuera de control poseído por la Gran Bestia, Tanaraq, pero logra recuperarse. También perdona a Michael Pointer por el papel indirecto que desempeñó en la destrucción de Alpha Flight y se disculpó por obligarlo a meterse al papel de Guardián. Sasquatch se ha ido a Wakanda, junto a Loba Venenosa, Thornn, y Feroz. El grupo ofrece su ayuda a Wolverine contra Dientes de Sable. Feroz es asesinada por Dientes de Sable y, mientras tanto, el villano Rómulo forma planes propios que involucran al grupo.

### Guerra de Caos
Durante la historia de Guerra de Caos, Sasquatch hace un acuerdo con las Grandes Bestias, trayéndoles a la Tierra para que puedan matar a Amatusu-Mikaboshi. Él junto a Ave Nevada, Estrella del Norte y Aurora son reunidos con un resucitado Guardián, Vindicator, Chamán, y Marrina Smallwood.

### Fear Itself
Durante la historia de Fear Itself, Sasquatch fue visto ayudando a Alpha Flight a luchar contra Attuma (en forma de Nerkodd: Destructor de Océanos), mientras que salvan a la gente de la inundación causada por Nerkodd. Una vez que Nerkodd es derrotado y rechazado, Alpha Flight regresa a su sede, sólo para terminar traicionados por Gary Cody y su recién elegido Partido de la Unidad. Cuando bajo la custodia del Partido de la Unidad, la energía gamma de Sasquatch se drena lo suficiente para que este vuelva a su forma humana de Walter Langkowski. En Parliament Hill, Walter es informado por el Agente Jeff Brown que las concusiones que tenía cuando jugaba fútbol americano causarán que actúe menos humano cuando cambia de vuelta a Sasquatch. Jeff también le dice a Walter que pronto alcanzará la Unidad. Walter más tarde es liberado por Chamán que noquea al Agente Jeff Brown.
Sasquatch fue visto con Alpha Flight cuando vienen a la ayuda del Hulk Rojo cuando los dioses mayas aparecen en la Tierra. Alpha Flight ayuda al Hulk Rojo a luchar contra ellos con una de las batallas que ponen a Aurora, Sasquatch, y Ave Nevada en coma.

## Poderes y habilidades
En su forma de Sasquatch, Langkowski posee fuerza sobrehumana y resistencia aumentadas, así como un alto grado de resistencia a las lesiones que le permiten ir mano a mano con Hulk y sobrevivir (en una aparición temprana, Sasquatch luchó contra Hulk por "diversión" con el fin de poner a prueba los límites de su propia fuerza). Sasquatch ha demostrado ser suficientemente fuerte como para sacar un destructor naval a tierra para ser reparado, y para mantener un DC-10 contra el empuje de sus motores y luego lanzar al avión más de 1000 metros hacia atrás. Él también tiene un factor curativo.
A principios de su carrera, cambiar de su forma humana a su forma de Sasquatch le causaba a Langkowski malestar físico extremo. Para aliviar el dolor, Langkowski recita un mantra lento, que sirve al mismo propósito que un practicante de yoga concentrándose en su arte, para calmar el cuerpo y separar el dolor del cuerpo físico.[cita requerida] Desde que tomó el cuerpo original de Ave Nevada, ahora puede conseguir su forma de Sasquatch con relativamente poco dolor o esfuerzo.[cita requerida]
Langkowski es un científico capacitado profesionalmente con un doctorado en física y un amplio conocimiento de la física. Él es un experto en los efectos de la radiación sobre la fisiología humana, y tiene experiencia en tratar con muchas formas de radiación experimental y sus efectos mutagénicos en las formas de vida bajo un ambiente controlado. Como antiguo jugador de fútbol americano profesional, Langkowski tiene fuerza física muy atlética y resistencia, a pesar de que ya no está en la condición óptima de su vida. Sasquatch es un combatiente cuerpo a cuerpo superior al promedio a pesar de que se basa más en su gran fuerza que en las técnicas de combate formal.

## Otras versiones

### Monstruo ininteligible
Un Sasquatch ficticio, éste apenas siendo un monstruo inteligente, apareció en  Alpha Flight volumen 2. Aunque sus compañeros creían que este Sasquatch era un Langkowski altamente degenerado, era un verdadero Sasquatch que había sido capturado por el Departamento H. Él se mantuvo en control por el tacto del superpoderoso Murmur, aunque esto no siempre tuvo éxito. Este Sasquatch murió en el conflicto final con el liderazgo corrupto del Departamento H y el Zodíaco. Langkowski pronto volvió como miembro activo en Alpha Flight.

### Exiles
Una entidad de pelo blanco que parecía ser Walter Langowski se une a los Exiliados, un equipo de héroes interdimensionales dedicados a arreglar roturas en la línea de tiempo. Pronto se revela que ella es una mujer negra llamada Heather Hudson, sorprendiendo al equipo que están familiarizados con las versiones de Walter.

### Comandos Aulladores
En Nick Fury's Howling Commandos, una serie publicada a finales de 2005 y principios de 2006, apareció un nuevo Sasquatch inteligente. Qué conexión, si es que existe alguna, hay hacia este personaje con Walter Langkowski o el Sasquatch de Alpha Flight volumen 2, nunca se reveló.

### Marvel Zombies
En los cómics Marvel Zombies ambientado en el universo de la Tierra 2149 los zombis Alpha Flight atacan a la Patrulla X y son asesinados por Magneto. Sasquatch es visto en un panel de Marvel Zombies Dead Days atacando a Wolverine. Es asesinado junto con el resto de zombis Alpha Flight por Magneto en el siguiente panel.

### Ultimate Marvel
Una versión Ultimate de Sasquatch fue referenciado como asesinado fuera de panel durante la historia de Ultimate X-Men "Conmoción y Pavor." Sasquatch hace su aparición oficial en la primera parte de la historia "Poder Absoluto" de Ultimate X-Men, como miembro de Alpha Flight. Sasquatch, más salvaje que su contraparte 616, parece conocer a Pícara y experimentó sus poderes en primera, aunque Pícara no reconoce al personaje. El personaje se reveló más tarde que es Rahne Sinclair, bajo la influencia de la droga aumentadora de poder Banshee, después de volver a su forma "sin poder". Sasquatch es herido por Rondador Nocturno, que al intentar teletransportarse lejos, accidentalmente, teletransporta parte de su brazo.

## En otros medios

### Televisión
- Sasquatch (junto con otros miembros de Alpha Flight) apareció en X-Men episodio "Repo Man" con la voz de Harvey Atkin.

- Sasquatch apareció en The Incredible Hulk episodio "De hombre a hombre, de bestia a bestia" con Walter Langkowski recibiendo la voz de Peter Strauss y Sasquatch recibiendo la voz de Clancy Brown. En ese episodio, Bruce Banner viene a Canadá con la esperanza de encontrar a su viejo amigo, el Dr. Walter Langkowski para conseguir una cura para él y deshacerse de Hulk para siempre, sólo para descubrir que Walter ha desarrollado un alter ego bestial mientras se usa a sí mismo como un sujeto de prueba para hacer un avance en la radiación gamma. Después de luchar contra Hulk, Walter/Sasquatch se exilia al desierto, cuando sus acciones ponen al amigo de Hulk, un pequeño niño llamado Taylor, en peligro.

### Videojuegos
- Un doppelganger malvado de Sasquatch aparece en el videojuego Marvel Super Heroes: War of the Gems para Super Nintendo Entertainment System (SNES).
- Sasquatch aparece como un personaje jugable en Marvel Super Hero Squad Online.

## En la cultura popular
Fue mencionado en la exitosa serie de televisión canadiense, Corner Gas. Se trajo en una pelea entre Spider-Man y Sasquatch, y Brent se preguntó si se trataba de una pelea entre Spider-Man y "algún viejo Sasquatch, o el Sasquatch de Alpha Flight" citando "dos escenarios completamente diferentes".
Es mencionado en la canción "El abominable hombre de las nieves" de la banda argentina Los Tipitos